# Jane Horney (tv-serie)
Jane Horney er en svensk-dansk dramaserie fra 1985 skrevet og instrueret af Stellan Olsson, der består af seks afsnit. Serien er baseret på historien om den mulige tyske spion Jane Horney, som forsvandt i januar 1945 og efter sigende skulle være henrettet ombord på en fiskerbåd.
Sagen med Jane Horney var stadig et følsomt emne i Danmark, da serien blev filmet. Den skulle oprindeligt have haft premiere på DR i maj 1985, men blev kritiseret for at indeholde faktuelle fejl, samt at sætte modstandsbevægelsen i et dårligt lys. Den danske premiere blev i stedet udsat til oktober under stor mediebevågenhed og Radiorådet måtte efterfølgende beklage udsendelsen. I Sverige havde serien premiere den 21. oktober 1985 på SVT 1.

## Medvirkende (i udvalg)
- Ewa Carlsson som Jane Horney
- Björn Kjellman som Janes bror
- Rune Ek som Janes far
- Grethe Holmer som Janes mor
- Anton Diffring som Wilhelm Canaris
- Claus Strandberg som Gilbert
- Lars Simonsen som Jonas
- Henning Jensen som Leif Lund
- Mogens Holm som Peter
- Rikke Wölck som Grethe
- Heinz Hopf som Seimann
- Steen Stig Lommer som Søren
- Poul Glargaard som Børge Hviid
- Hans Mosesson som Herje Granberg
- Morten Lorentzen som Store ulv
- Jens Basse Dam som Lille ulv